# Cola gigas
Cola gigas é uma espécie de angiospérmica da família Sterculiaceae.
Apenas pode ser encontrada no seguinte país: Nigéria.
Está ameaçada por perda de habitat.